# Szily Pál
Szily Pál, született Schlesinger Pál Jakab (Budapest, 1878. május 16. – 1945. augusztus 18.) orvos, biokémiai kutató, Szily Aurél szemészorvos, egyetemi tanár bátyja.

## Élete
Szily Adolf (1848–1920) szemészorvos, egyetemi tanár és Jónás Regina (1847–1927) gyermekeként született, izraelita vallású. Tanulmányait a Budapesti Tudományegyetemen végezte, s 1901-től itt lett az élettani tanszéken tanársegéd. 1902-ben doktorált, majd Berlinbe ment gyakornoknak. Magánpraxis után 1928-tól az Országos Társadalombiztosító Intézet urológus szakorvosa lett Magyaróváron. 1944-ben elvesztette állását, 1945 elején a nyilasok letartóztatták és a győri gyűjtőtáborba szállították. Innen szabadult, de a táborban szerzett betegségében 1945. augusztus 18-án meghalt.
Sírja a Mosonmagyaróvári temetőben található.
Szily Pál úttörő kutató és kísérletező munkát végzett a fiziokémia, szerológia és kemoterápia területén. Szakirodalmi munkái hazai és külföldi folyóiratokban jelentek meg. Mosonmagyaróváron utcát neveztek el róla.